# North Galloway Township
North Galloway Township est un township  du comté de Christian dans le Missouri, aux États-Unis,. Il est baptisé en référence à Mr Galloway, un blessé de la guerre de Sécession.

## Source de la traduction
- (en) Cet article est partiellement ou en totalité issu de l’article de Wikipédia en anglais intitulé « North Galloway Township, Chariton County, Missouri » (voir la liste des auteurs).